# تشارلز أندرسون (سياسي أمريكي، مواليد 1814)
تشارلز أندرسون (بالإنجليزية: Charles Anderson)‏ هو محامي وسياسي أمريكي، ولد في 1 يونيو 1814 في لويفيل في الولايات المتحدة، وتوفي في 2 سبتمبر 1895 في كنتاكي في الولايات المتحدة. نشط حزبياً في الحزب الجمهوري. وقد انتخب حاكم ولاية أوهايو ‏ (29 أغسطس 1865 – 8 يناير 1866) وانتخب نائب حاكم ولاية أوهايو ‏ (11 يناير 1864 – 29 أغسطس 1865).